# Carl Achleitner

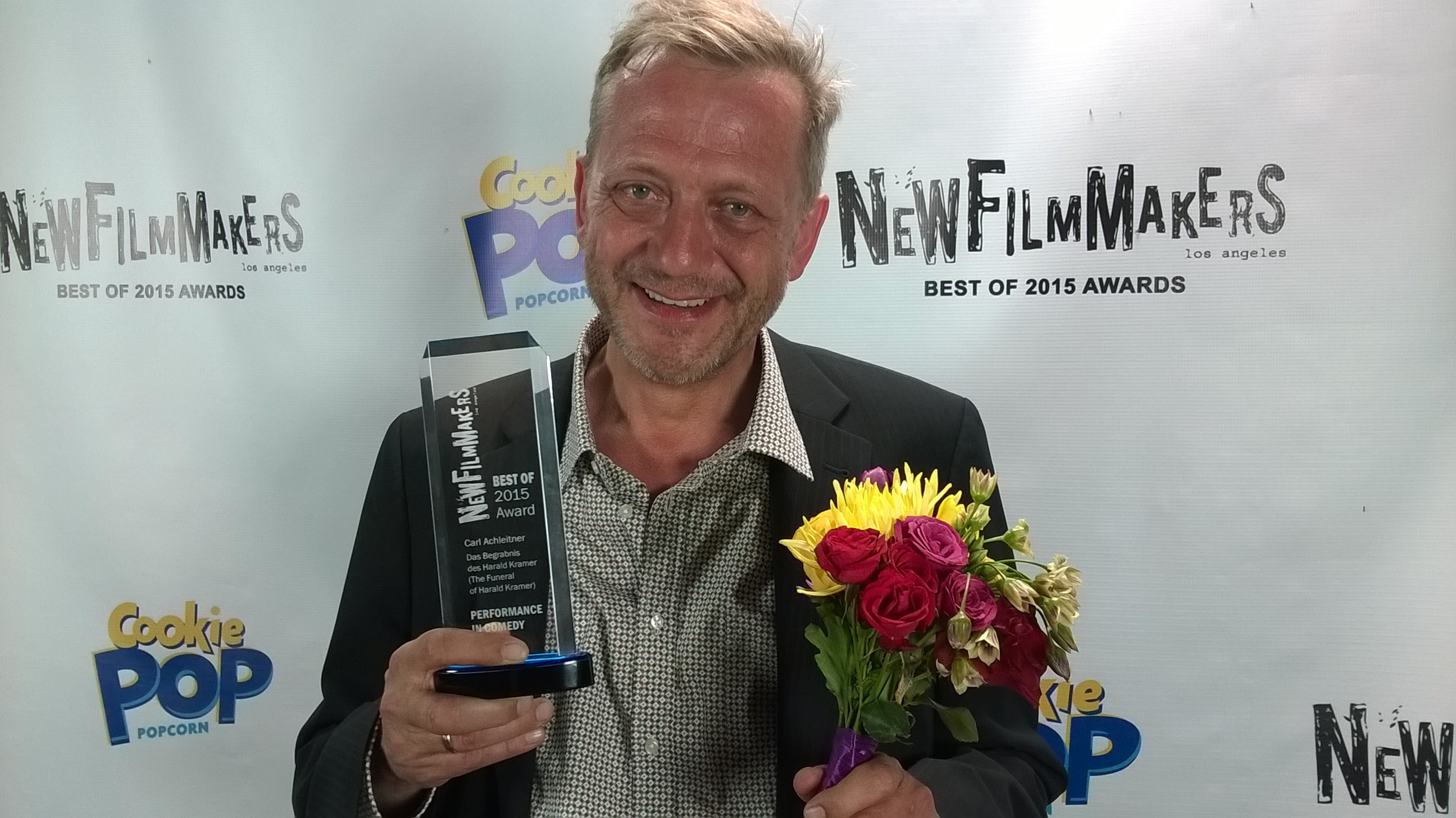
Carl Achleitner – 2016

Carl Achleitner (* 3. Oktober 1963 in Grieskirchen, Oberösterreich) ist ein österreichischer Film- und Theaterschauspieler.

## Leben
Carl Achleitner machte von 1979 bis 1983 zunächst eine Ausbildung als Koch und Kellner im Linzer Theaterrestaurant „Casino“. Im Anschluss wechselte er ans Theater. Von 1985 bis 1989 absolvierte er eine Schauspielausbildung an der Schauspielakademie Zürich. Weitere Studien erfolgten von 1993 bis 1995 bei Susan Batson, Mitglied des Actors Studio in New York City.
Theaterengagements hatte er unter anderem am Landestheater Vorarlberg (1988), am Schauspiel Bonn (1989), an der Schauburg, dem Jugendtheater der Münchner Kammerspiele (1989–1992), am Münchner Volkstheater (1993), am Schauspielhaus Wien (1994), an der Scala Wien, am Stadttheater Mödling, am Fritz-Rémond-Theater in Frankfurt am Main (2009) und an der Komödie in Frankfurt (2009–2010, als Zuhälter Bonbon in Irma la Douce).
Neben Theaterengagements wirkte er bisher in über 100 Film- und Fernsehproduktionen mit. Er spielte in Kinofilmen (Rosenstraße, Klimt) und wirkte auch in internationalen Produktionen mit. 
In dem Fernsehfilm Sterne leuchten auch am Tag (2003) verkörperte er unter der Regie von Roland Suso Richter den Staatsanwalt Carl Heinzeller, den illoyalen Vorgesetzten der weiblichen Hauptfigur Iris (Veronica Ferres). In der ORF-Krimiserie Vier Frauen und ein Todesfall hatte er von 2004 bis 2008 die durchgehende Serienrolle des Bankbeamten Helmut „Heli“ Bacher. In der europäischen Serie Borgia (2012) um die Renaissance-Familie Borgia war er als Johannes Trithemius zu sehen.
2016 wurde Carl Achleitner für die Titelrolle in Marc Schlegels Komödie Das Begräbnis des Harald Kramer von der Non-Profit-Organisation „NewFilmmakers Los Angeles“ in Hollywood mit dem Darstellerpreis „Best Performance in Comedy“ ausgezeichnet.
Achleitner ist Mitglied in der 2009 gegründeten Akademie des Österreichischen Films. Von 2013 bis 2020 vertrat er die Interessen der österreichischen Filmschauspieler im Vorstand der Verwertungsgesellschaft der Filmschaffenden (VdFS).
Seit 2012 ist Carl Achleitner auch als Trauerredner tätig.

## Filmografie (Auswahl)
- 1993: Brigitta
- 1996: Kommissar Rex – Annas Geheimnis
- 1997: Wildbach
- 1997: Die Schuld der Liebe
- 1997–2001: Tierarzt Dr. Engel
- 1999: Hart im Nehmen
- 2000: Dilemma
- 2000: Großstadtträume
- 2000: Für alle Fälle Stefanie – Offene Wunden
- 2001: Kommissar Rex
- 2001: SOKO Kitzbühel
- 2001: Blumen für Polt
- 2001: Polt muss weinen
- 2002: Rosenstraße
- 2002: Küstenwache
- 2003: Kommissar Rex
- 2003: Sterne leuchten auch am Tag
- 2005–2010: Vier Frauen und ein Todesfall
- 2005: Klimt
- 2005: Wer war Kafka?
- 2005: Lauras Wunschzettel
- 2005: Der Ermittler
- 2005; 2010, 2023: SOKO Wien
- 2006: Inga Lindström: Wolken über Sommarholm
- 2006: Der geköpfte Hahn
- 2007: Das jüngste Gericht
- 2007: Weißblaue Geschichten
- 2008: Die Rosenheim-Cops
- 2008: Tatort – Granit
- 2008: Der Nikolaus im Haus
- 2008: Unser Charly
- 2008; 2009: Schnell ermittelt
- 2010: Der Winzerkönig
- 2010: Liebe und andere Delikatessen
- 2011: Die lange Welle hinterm Kiel
- 2011: Bauernopfer
- 2011: Der Amtsweg (Kurzfilm)
- 2012: Tabu – Es ist die Seele ein Fremdes auf Erden
- 2012: Borgia
- 2012: Smersch – Operation Fuchshöhle (Russisches Fernsehen)
- 2013: Die Auslöschung
- 2013: Alarm für Cobra 11 – Die Autobahnpolizei – Die kleine Prinzessin
- 2013: Inga Lindström – Feuer unterm Dach
- 2013: Das Begräbnis des Harald Kramer
- 2015: Die Rosenheim-Cops – Ein letztes Bier
- 2015: Der Metzger muss nachsitzen
- 2015: Besuch für Emma
- 2015: Käthe Kruse (Fernsehfilm)
- 2016: Tatort – Mia san jetz da wo’s weh tut
- 2016: Lou Andreas-Salomé
- 2016: Hannas schlafende Hunde
- 2017: Tatort: Fürchte dich
- 2018: SOKO Kitzbühel – M23
- 2018: Der Trafikant
- 2019: Nevrland
- 2019: Ottilie von Faber-Castell – Eine mutige Frau
- 2019: Stadtkomödie – Der Fall der Gerti B.
- 2020: Inga Lindström – Liebe verjährt nicht
- 2021: Schachnovelle
- 2023: Bonn – Alte Freunde, neue Feinde
- 2024: Mit einem Tiger schlafen
- 2025: Spuren (Miniserie)
- 2025: Die Affäre Cum-Ex (Fernsehserie)

## Veröffentlichungen
- Das Geheimnis eines guten Lebens. Erkenntnis eines Trauerredners. Edition A, Wien 2020, ISBN 978-3-9900-1437-0.